# Amflora

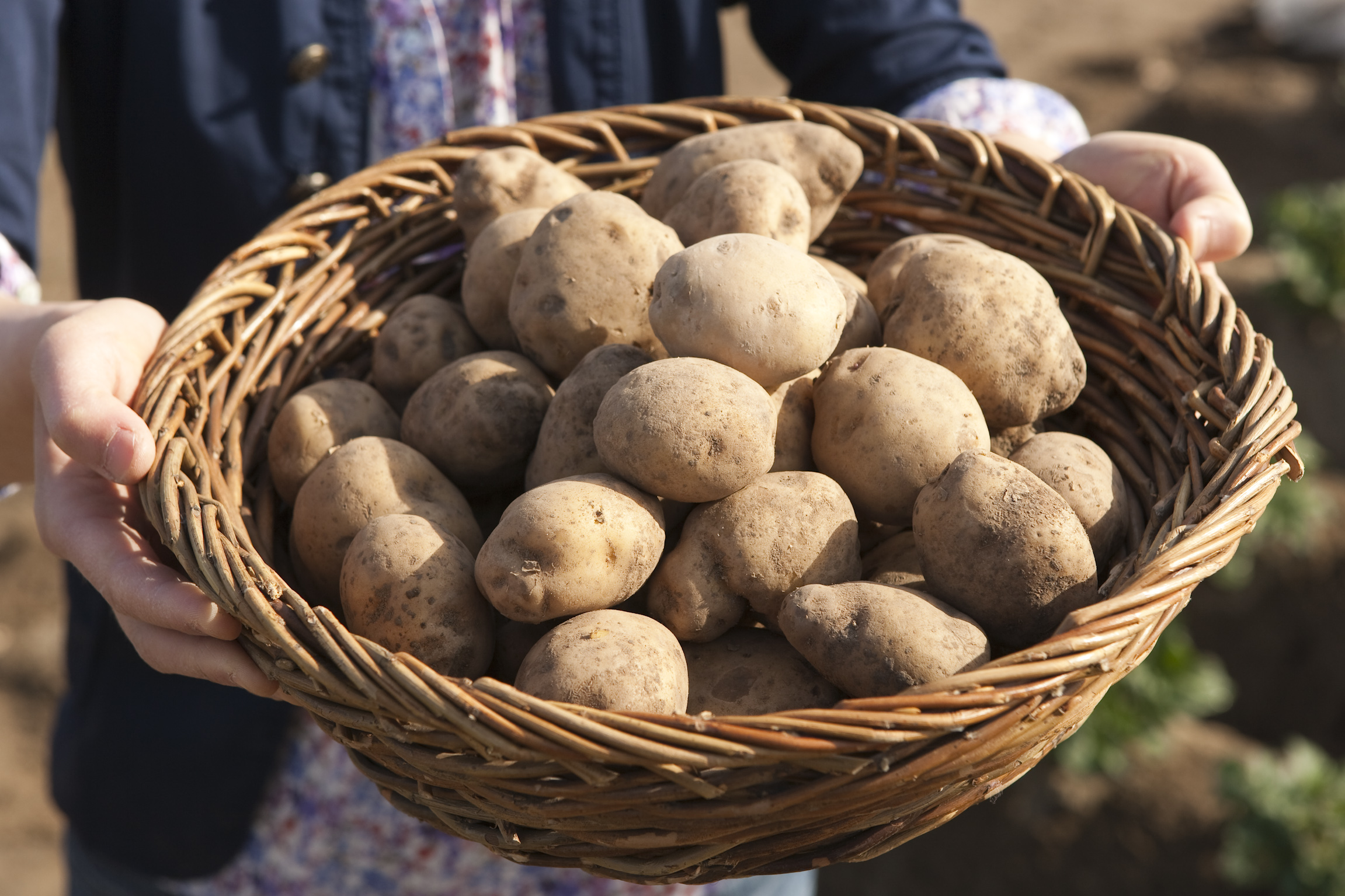
Patatas Amflora manipuladas genéticamente para producir almidón.

La variedad Amflora es una patata manipulada genéticamente para que produzca un almidón de patata natural específico (la amilopectina) que se necesita para ciertas aplicaciones industriales, como por ejemplo, en la fabricación de papel, en la industria textil y en la industria de adhesivos. Fue aprobada en marzo de 2010 y se anunció en enero de 2012 que se dejaría de cultivar y comercializar por falta de mercado en Europa.

## Nombre
El nombre de la patata se deriva del término griego para almidón (“amylon”) y de la palabra latina que designa a la flor (“flora”).

## Creación
La petición de desarrollar una patata como Amflora se remonta a una necesidad no satisfecha de la industria feculera. Mientras que el almidón que produce una patata está formado por dos componentes (la amilopectina y la amilosa), sólo uno
de ellos (la amilopectina) proporciona las funcionalidades requeridas para muchas
aplicaciones técnicas.
Con las herramientas de la biotecnología vegetal desarrolladas en Lovaina (Bélgica) y Colonia (Alemania) BASF creó una patata que solamente produce este único componente del almidón: la amilopectina pura.

## Controversia
Su aprobación fue polémica, ya que la Agencia Europea de Seguridad Alimentaria (EFSA) se retractó de dictámenes anteriores y avalando la seguridad de la patata de BASF con un informe de junio de 2009 en el que afirma que la posibilidad de transferencia a bacterias de la resistencia a antibióticos era remota, y sólo fue demostrada en el laboratorio.Está diseñada y aprobada para uso en la industria y en piensos animales, pero también se permitió su presencia por contaminación de hasta un 0,9% en los alimentos. La EFSA asumió la contaminación transgénica como presencia accidental cuando autorizó hasta un porcentaje del 0,9% en alimentación humana. La propia BASF advertía en la solicitud de aprobación que “no se puede descartar que esta patata sea usada o termine apareciendo en la alimentación. Solicitud para el evento “Amylopectin Potato EH92-527-1” de acuerdo a la Regulación Nº 1829/2003, BASF Plant Sciences.
- Enlaces relacionados:

Informe de CEO: La aprobación de la patata Amflora. Conflicto de intereses http://www.corporateeurope.org/sites/default/files/publications/Amflora_COI_report_2011.pdf

## Fracaso de la patata Amflora
En 2010 se cultivó únicamente 267 hectáreas en tres países: Suecia, Alemania y República Checa. Sin embargo, las experiencias fueron desastrosas. En Suecia se produjo un caso escandoloso de contaminación con otra patata transgénica ilegal, conocida como Amadea. Y en la comarca alemana donde se cultivaba la Amflora, se confiscaron las cosechas de la patata hasta que la empresa demostrase que no había existencia de contaminación de Amadea. Hungría, Luxemburgo y Austria prohibieron su cultivo.
- Enlaces relacionados:

Sobre la contaminación del cultivo de Amflora con una patata ilegal http://www.basf.com/group/pressrelease/P-10-421 (enlace roto disponible en Internet Archive; véase el historial, la primera versión y la última).
Descubren en Suecia cultivo ilegal de la patata transgénica Amadea http://www.dw-world.de/dw/article/0,,5993245,00.html
German state suspends use of potato involved in gm crop snafu https://web.archive.org/web/20101117192831/http://www.newcomers-network.de/newsfeed_dpa/100907German_state_suspends_use_of_potato_invo.php
La prohibición del Gobierno Húngaro fue hecha oficial el 18 de junio de 2010 http://www.fvm.gov.hu/main.php?folderID=874&ctag=articlelist&iid=1&articleID=16043 Archivado el 23 de diciembre de 2011 en Wayback Machine. 
La prohibición en Luxemburgo el 16 de junio de 2010 https://web.archive.org/web/20110210031004/http://www.gouvernement.lu/salle_presse/communiques/2010/06-juin/16-pomme_de_terre/index.html 
La prohibición en Austria, el 28 de abril de 2010 http://www.bmgfj.gv.at/cms/site/attachments/7/1/4/CH0817/CMS1272446773668/bgbla_2010_ii_125.pdf (enlace roto disponible en Internet Archive; véase el historial, la primera versión y la última).
“France and Poland join challenge against Commission decision to authorise antibiotic-resistance GM potato” http://media-newswire.com/release_1128704.html Además, más de 40 organizaciones sociales, incluyendo varios grupos de Amigos de la Tierra, han llevado también a la Comisión Europea ante los tribunales: https://web.archive.org/web/20120402012307/http://www.gmo-compass.org/eng/news/511.docu.html
En 2011, el cultivo de su producto más destacado de BASF no llegaba a más de 20 hectáreas.
En enero de 2012, la propia empresa BASF confirmaba el abandono de sus planes de desarrollo y comercialización de sus cultivos transgénicos en Europa debido a la oposición de la mayoría de consumidores, agricultores y clase política. Sin embargo, proseguirá con el proceso de demanda de autorización a la Unión Europea de las patatas transgénicas Amadea, Modena y Fortuna. Comunicado de BASF http://www.basf.com/group/pressrelease/P-12-109 (enlace roto disponible en Internet Archive; véase el historial, la primera versión y la última).
Existen patatas convencionales no transgénicas, disponibles en el mercado, con casi el mismo contenido de almidón. Un ejemplo de patata con las mismas propiedades que Amflora de BASF, pero sin haber sido modificadas genéticamente: http://www.avebe.com/Innovation/ELIANE/tabid/669/Default.aspx (enlace roto disponible en Internet Archive; véase el historial, la primera versión y la última).

## Seguridad
En Europa, los cultivos manipulados genéticamente son sometidos a rigurosos controles de seguridad por la Autoridad Europea de Seguridad Alimentaria (EFSA), que únicamente les concederá su aprobación si, mediante estudios en profundidad, se verifica que:
- La información molecular para generar la característica genética deseada se ha introducido correctamente (mediante una serie de métodos de análisis molecular)
- No se han generado toxinas ni alergénicos (comprobado con diversos métodos, incluyendo una serie de estudios de alimentación animal)
- Las características del cultivo, como morfología, crecimiento, germinación, composición del tubérculo (vitaminas, aminoácidos, minerales…) no se ven alteradas al introducir dicha modificación genética en comparación con las variedades convencionales de patata.
- La interacción con animales o insectos, así como con el entorno físico, no se ve alterada en comparación con las variedades de patata convencionales (en pruebas de campo extensas)

En junio de 2009, la EFSA confirmó sus valoraciones anteriores (de 2005 y 2007)en que consideraba que Amflora era igual de segura para las personas, los animales y el medio ambiente que cualquier patata convencional.